# Секуляризм в Турции

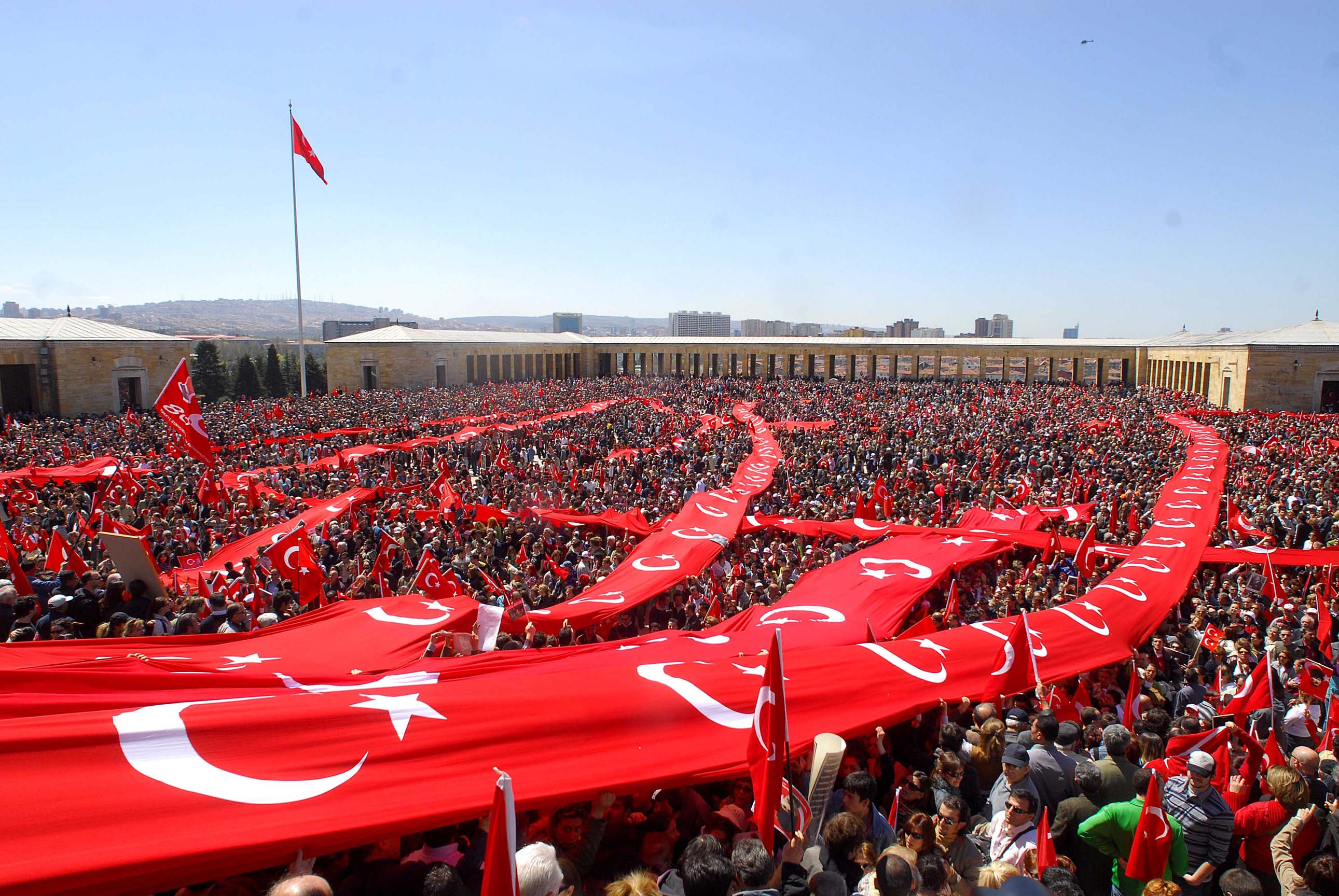
Республиканские протесты 2007 года в поддержку кемалистских реформ, особенно государственного секуляризма и демократии и против предполагаемой исламизации Турции под руководством Партии справедливости и развития

Секуляризм в Турции ― конституционный принцип в Турецкой Республике. Впервые был введён с поправкой 1928 года к конституции 1924 года, которая упразднила положение о том, что государственной религией страны является ислам. Секуляризм также ассоциируется с более поздними реформами первого президента Турции Мустафы Кемаля Ататюрка, которые установил административные и политические требования для создания современного, демократического, светского государства, соответствующего принципам кемализма. Реформы были встречены с расколом в турецком обществе, состоящем в основном из ханафитов-суннитов.
Через девять лет после первого введения секуляризм также был прямо указан во второй статье конституции Турции 1937 года. Действующая Конституция 1982 года также не признает официальной религии и не поощряет её.
Принцип турецкого секуляризма и разделение государства и религии исторически объяснялись необходимостью модернизации государства. Этот централизованный прогрессивный подход считался необходимым не только для эффективной работы правительства, но и для того, чтобы повлиять на культурную жизнь общества, в которой, по мнению кемалистов, доминировали суеверия, догмы и невежество.
Турецкий «laiklik» призывает к отделению церкви от государства, а также описывает позицию государства как позицию «активного нейтралитета», которая выражается в контроле и правовом регулировании дел религии. Религиозные отношения в стране тщательно анализируются и оцениваются Управлением по делам религий (Diyanet İşleri Başkanlığı или просто Diyanet). В обязанности Управления по делам религий входит «выполнение работы, касающихся верований, поклонения и этики ислама, просвещение общественности об их религии и забота о священных мест поклонения».